# Alex Smith (giocatore di football americano 1982)
Edwin Alexander Smith (Denver, 22 maggio 1982) è un ex giocatore di football americano statunitense che ha militato nel ruolo di tight end nella National Football League (NFL).

## Carriera

### Tampa Bay Buccaneers
Smith fu scelto dai Tampa Bay Buccaneers nel corso del terzo giro (71º assoluto) del Draft NFL 2005. Nella sua stagione da rookie disputò tutte le 16 partite, di cui 10 come titolare, con 41 ricezioni per 367 yard e 2 touchdown. Nel 2006 giocò 7 partite su 14 come titolare, con 35 ricezioni per 250 yard e 3 touchdown. Segnò 3 touchdown anche nel 2007 e nel 2008.
Smith concluse la sua carriera con i Buccaneers partendo come titolare in 43 gare su 58, con 129 ricezioni per 1.252 yard e 11 touchdown.

### New England Patriots
Il 30 aprile 2009 Smith fu scambiato con i New England Patriots per una scelta del quinto giro del Draft NFL 2010. Fu svincolato il 5 settembre 2009.

### Philadelphia Eagles
Smith firmò con i Philadelphia Eagles l'8 settembre 2009.

### Cleveland Browns
Smith firmò un contratto di un anno con i Cleveland Browns il 4 maggio 2010. Rifirmò il 13 maggio 2012.

### Cincinnati Bengals
Il 16 aprile 2013 Smith firmò con i Cincinnati Bengals.

### New Orleans Saints
Il 7 agosto 2015 Smith firmò con i New Orleans Saints. Fu svincolato dieci giorni dopo.

### Washington Redskins
Il 15 dicembre 2015 Smith firmò con i Washington Redskins.